# Казинс, Робин
Ро́берт Джон Ка́зинс (англ. Robert John Cousins), выступавший под псевдонимом Ро́бин Казинс (англ. Robin Cousins; род. 17 августа 1957) — британский фигурист, выступавший в одиночном катании, олимпийский чемпион Игр 1980 года, чемпион Европы и многократный призёр чемпионатов мира по фигурному катанию.

## Карьера
Казинс вырос в малообеспеченной семье. Уже в 12 лет он выиграл чемпионат Великобритании среди новичков, а в 14 лет — среди юниоров. В том же году он впервые выступил на международных соревнованиях. В начале карьеры спортсмена преследовали травмы, из-за чего он не всегда выступал достаточно успешно. Казинс отличался качественными прыжками и «чисто английским» юмором программ, но был крайне нестабильным спортсменом. На тренировках он делал куда больше, чем на соревнованиях.
Фигурист представлял страну на зимних Олимпийских играх 1976 года, но не попал в число призёров. Первым крупным успехом Казинса стала медаль на чемпионате Европы 1977 года, несмотря на то, что он исполнил один тройной прыжок. В том же году он переехал в Колорадо и начал тренироваться под руководством Карло Фасси. В США англичанин Казинс приобрёл американский акцент. С 1978 Казинс постоянно выигрывает произвольные программы, в фигурах заметно уступая соперникам. В 1978 году, на чемпионате мира, в произвольной программе исполнил два тройных тулупа и сальхов. В 1979 году он падает на каскаде двойной флип — тройной тулуп, в произвольной с тремя тройными прыжками выигрывает, но по сумме трёх видов уступает В. Ковалёву (СССР). На Олимпиаде в 1980, в острейшей борьбе обыграл Я. Хоффмана (ГДР) двумя голосами судей, несмотря на существенное отставание по сложности прыжков: Казинс не сделал каскадов прыжков, сорвал тройной риттбергер, оказавшись лишь с двумя простейшими разными тройными — двумя тулупами и одним сальховом. Американская судья Р.Макинтайр, поставившая Казинса третьим, получила выговор от ИСУ. Спустя месяц проиграл чемпионат мира (отчасти из-за курьезного падения на дорожке шагов в короткой программе) и ушёл из любительского спорта.
Казинс выступал в профессиональных соревнованиях и ледовых шоу. В 1983 он создал собственную компанию по организации подобных шоу. Он дважды выигрывал чемпионат мира среди профессионалов. Снялся в нескольких фильмах о фигурном катании, а также выступал хореографом и продюсером различных телевизионных передач. Казинс также работал телекомментатором для Би-би-си. В 2005 году включён в Зал Славы мирового фигурного катания. С 2006 года выступает главным судьёй в британском телешоу «Танцы на льду».
Отличался академичным стилем с высочайшими по качеству скольжением и элементами, некоторые из них были достаточно редкими — каскады из двойного, а затем тройного прыжка, из акселя с приземлением на ту же ногу и через шаги двойного тулупа, вращениями в обе стороны, «открытым» одинарным акселем с большим пролетом. В фигурах всегда проигрывал лидерам. В конце любительской карьеры судьи, несмотря на грубые ошибки, выставляли Казинсу максимальные оценки (в том числе 5,9, особенно на Олимпиаде-80).

## Достижения
| Соревнование            | 1973 | 1974 | 1975 | 1976 | 1977 | 1978 | 1979 | 1980 |
| ----------------------- | ---- | ---- | ---- | ---- | ---- | ---- | ---- | ---- |
| Зимние Олимпийские игры |      |      |      | 10   |      |      |      | 1    |
| Чемпионаты мира         |      |      | 10   | 9    | WDR  | 3    | 2    | 2    |
| Чемпионаты Европы       | 15   | 11   | 11   | 6    | 3    | 3    | 3    | 1    |

- WDR — снялся с соревнований.